# Várdaróc
A drávaszögi Várdaróc (korábban Darócz, horvátul Vardarac, németül Drauch) falu 12 kilométerre északra helyezkedik el Eszék városától. Jelenleg 700 főnél kevesebb lakosa van. Az itt élők zöme földműveléssel, fóliasátras kertészettel foglalkozik, de az eszéki munkahelyekre is jutnak ingázók.

## Infrastruktúra
A településen óvoda van, az általános iskolának csak az első négy osztálya működik. Igen súlyos probléma a beolvadás, a magyar ajkú szülők jelentős része horvát nyelvű iskolákba adja gyermekét.
Tűzoltó-egyesület, futballcsapat és számos civil szervezet tevékenykedik. Egy bolt van a falu központjában, egy kocsma és egy étterem is működik. Asztalos műhely, vadászegyesület.
A „Vepar” (Vadkan) nevű vadászegyesület 34 tagot számlál. Körülbelül 1.500 ha-os területen gazdálkodik. Elnöke: dr. Mékány Lajos, titkára: Hegedüs Kálmán, vadászmester: Hegedüs Sándor.
Helytörténeti és néprajzi gyűjtemény nyílt 2008. november 15-én.

## Elnevezése
A falu elnevezése bizonytalan. Egyesek szerint foglalkozásnévből ered; azokat a vadászokat nevezték darócnak, akik vadbőrnyúzással, szíjhasítással és szarvlevétellel foglalkoztak. Mások szerint a közeli Daróc nevű vízfolyásról kapta a nevét, melyet egészen a trianoni békeszerződésig használtak.
Lábadi Károly írása szerint a szájhagyomány azt a történetet őrizte meg a falu eredetéről, hogy a mai Várdaróc délnyugati határában elterülő ún. Cseredombján eredetileg egy vár állott és egy Daróca nevű település pedig odébb, Almáskán helyezkedett el. Mindkettőt elpusztította a török és a település mai helyén építették újjá a falut; az egykori vár + Daróca település után az új falu neve = Várdaróc lett, mely elnevezést 1903-ban foglaltak hivatalosan is rendeletbe. Horvát, szlávosított elnevezése: Vardarac.

## Története
A mai Várdaróc a valamikori római limes mentén épült fel. Laskó és Bellye között helyezkedik el félúton egy lösz dombocskán. A falú központján sarlószerűen áthalad egy mélyedés; melynek a falu egyik felén az úgynevezett Litkó eutróf kis vízfelület, a falu másik felén (a temető alatt) egy kanális formájában folytatódik.
Ezen a lösz dombocskán számos régészeti lelet nyugszik még a talajban, melyek az írott történelmünk előtti időből származik. A feltárt leletek nagy része véletlenül került ismét napfényre. Állítólag már i. e. 1700-400 között érkeztek a területre lakók, melyekről kerámia, csontszerszám és egyéb leletek árulkodnak. A mészbetétes edények népeinek nyomai Kopácsról és Csúzáról is előkerültek. Pénzérmék árulkodnak arról, hogy rómaiak is jártak errefelé. Az érméken láthatóak II. Constantinus (317–337), III. Constantinus (323–361), Constans (333–350), I. Valentinianus (364–375), Valens (364–378), Gratianus (367–383), amelyek a következő helyeken készültek: Lyon (Franciaország), Konstantinápoly (Törökország), Cyzicus (Törökország), Antiochia (Szíria), Sirmium (Sremska Mitrovica), Siscia (Sisak), Aquileia (Itália).
Egy római sírjának szegényes hagyatékát is fellelték, melynek korát a 4. századra becsülnek. Ebből azt feltételezik, hogy a római település már ekkor, Nagy Konstantin idejében állt.
Darócz első írásos említése 1212-re tehető. 1264-ben Drauch formában tesznek említést róla. 1468-ban Daróc a nagybirtokos Maróti család tulajdonába került. A 16. században kegyetlen idők jártak Darócon: a török teljesen feldúlta a települést. Lakossága a nádas rengetegbe menekült és ott bujkálva élte túl a nehéz időket. Ezekről az állapotokról Hans Dernschwam ír úti feljegyzéseiben 1555-ben. 1591-ben kiváltságolt Vákuf birtok volt, 80 magyar család lakta. Református lakosságának etnikai összetétele ezután sem változott. Hozzá tartozik Sarok-erdő puszta, ahol az 1800-as évek elejétől egy-két család szerepel a nyilvántartásokban.
1697-ben I. Lipót császár Savoyai Jenőnek (1663–1736) adományozta Bellyétt és a környező falvakat a török feletti győzelme jutalmául. Tiszteletére Bellye településen az ún. Savoyai-kastélyban szándékoznak múzeumot létesíteni. Mivel nem volt örököse, a birtok visszaszállt a koronára, majd Mária Krisztina főhercegnő (Mária Terézia királynő leánya, Albert Kázmér szász–tescheni herceg neje) vásárolta meg 1784-ben. Ebben az időben 110 házban 610 református magyar lakos élt Darócon, és két katolikus cigány melyek közül az egyik ló pásztor, másik kovács volt. Lábadi Károly – a rét melletti falu című könyvében azt írja, hogy a falu vezetője ebben az időben a bíró volt, akit ünnepélyeken választottak meg a legtekintélyesebb családokból.
A bíró megkapta hivatalának jelvényét, a bírópálcát, a botot és a falu ládáját, melyben az okiratot, a falu pecsétjét őrizték. A falu további alkalmazottai; a jegyző, a lelkész, az iskolamester, a bakter, a bába.
Miután a főhercegi pár is utódok nélkül maradt, a birtokot 1822-ben Habsburg–Lotaringiai Károly Lajos tescheni hercegnek ajándékozták.
Erősödött az önkormányzat, ezt az is jelezte, hogy a bírói funkciók folyamatosan vagyonos családokhoz került. Néhány bíró az 1840-es évekből: Péter Ábel (1840), Öreg Karakas Imre (1841), Ferencz János (1842), Bóli István (1843), Ferencz István ismét (1844), Ferencz János (1845), Péter Imre (1846), Bóli István (1849), Palis András (1851), Palis András (1852).
1895-ben Habsburg–Tescheni Frigyes főherceg örökölte a domíniumot. Daróc lakossága ebben az időben mit sem érez a hatalmas, virágzó birodalomból, továbbra is földművelésből, állattenyésztésből, halászatból élt.
Daróc 19. században alkalmazott pecsétje 25 mm-es, kör alakú, köriratán olvasható: PAGI…DAROCZ. Pecsétmezejét csaknem teljesen kitölti egy felfelé álló ekevas.
Újabb fordulópontot hozott, amikor a bellyei birtok határát államosították a második világháború után és létrejött a Bellyei Mezőgazdasági-Ipari Kombinát. Itt talált munkalehetőségre a lakosság jelentős része.
1960 után jelentős ingázó munkásréteg alakult ki, amely naponta Eszékre utazik.
Számos rezsimváltozást kellett átélnie a településnek. A legutóbbi háborús helyzet 1991-ben tört ki, amikor Horvátország bejelentette kilépési szándékát a Jugoszláv Szocialista Szövetségi Köztársaságból. Erre a Drávaszöget elfoglalták a szerb csapatok és elkezdődött a kiszolgáltatottság, félelem és rettegés mindennapjai hét éven át. Sokan ebben az időben naplót vezettek, verseket írtak.
Közigazgatásilag Várdaróc a Trianoni békeszerződés előtt Baranya vármegye Baranyavári járásához tartozott, ma Eszék-Baranya megyében, a Bellyei járáshoz(önkormányzathoz) tartozik.

## Várdaróc demográfiája
Első népesség összetételére vonatkozó feljegyzések a 17. századból származnak. 1696-ban mindössze 19 család lakott a településen. 1948-ban éltek itt a legtöbben, mintegy 1200 fő. 1948 utáni hatvan évben a lakosság száma megfeleződött, így ma 660 főt találhatunk Várdarócon.
| Év         | 1784 | 1857 | 1869 | 1880 | 1890 | 1900 | 1910 | 1941 | 1948 | 1961 | 1971 | 1981 | 1991 | 2001 |
| Lakos (fő) | 606  | 892  | 970  | 1034 | 990  | 1038 | 1079 | 984  | 1240 | 1197 | 1093 | 821  | 782  | 660  |

Az erőteljes fogyatkozás okai az elöregedés, születések számának csökkenése. Egy lassú lakosságcserének is szemtanúi lehetünk, ami úgy valósul meg, hogy az idős emberek házait más nemzetiségűek vásárolják meg, mert vagy nincs örököse az idős embereknek vagy éppen külföldön telepedtek le és nem szándékoznak vissza térni szülőföldjükre.
| Év   | Magyar | Horvát | Szerb | Német | Egyéb | Összesen |
| ---- | ------ | ------ | ----- | ----- | ----- | -------- |
| 1880 | 929    | 15     | 15    | 42    | 30    | 1034     |
| 1910 | 1051   | 5      | 5     | 16    | 2     | 1079     |
| 1941 | 964    | 1      | 3     | 12    | 4     | 984      |
| 1948 | 871    | 58     | 38    | 246   | 27    | 1240     |
| 1981 | 589    | 61     | 54    | 4     | 113   | 821      |
| 1991 | 536    | 124    | 25    | 1     | 96    | 782      |

## Foglalkozás
Korábban állattartás, halászat, nádvágás volt a jellemző. Egyes kimutatások szerint évente 300 ezer kéve nádat értékesítettek a várdaróciak, amit Európa minden tájára szállítottak. Ez nem meglepő, hiszen egykor a falu házaitól kezdődően kiterjedt nádasok borították a tájat, ameddig a szem ellát. A nádasok területének csökkenése több okra vezethető vissza. A gátépítések után egy mesterséges elszárazosodás indult meg a terület, lecsapolások történtek, a nádasokat szántóterületek váltottak fel. A napjainkban zajló természetes szárazosodás, ami a klímaváltozás hatása, tovább csökkenti a nádasok területét és helyét átveszik a magas aranyvessző (Solidago gigantea), kanadai aranyvessző (Solidago canadensis), gyalogakác (Amorpha fruticosa) fajok. A nádgazdálkodás így napjainkra már nem tud megélhetést biztosítani egy család számára a területen.
De mielőtt kifejlesztették volna azokat a gépezeteket, melyekkel könnyedén meg lehetett már művelni a földeket a következő szólásfélére hívja fel a figyelmet Lábadi Károly:
- A kopácsi embör egy lóval szánt, a laskói kettővel, a daróci hárommal.

Ez arra utalt, hogy a legnehezebb volt a daróci határ megművelése. Nem csoda hát, hogy inkább a kiterjedt nádasokat hasznosították inkább.
18. század végén a daróci határban 848 hold másodosztályú szántón és 419 kaszásnyi harmadosztályú réten gazdálkodtak, mely 500 szarvasmarhát tarthatott el.
19. század utolsó évtizedében 8383 katasztrális holton gazdálkodtak a daróciak, mely a következő képen alakult; 3293 katasztrális hold szántó, kert 88, rét 467, szőlő 19, kiirtott szőlő 16, legelő 1053, erdő 991, nádas 1831, nem termő terület pedig 625.
Az ártéri gazdálkodás gyökerei évszázadokra nyúlnak vissza. A vizes terület mindent megadott a népnek, sokan halásztak, nádat arattak, az ártéri erdők kitűnő fát adtak a lakóházak építéséhez. A gyümölcstermesztésnek is jó feltételei voltak, az ártér kitűnő termőhelye az almának, körtének. A mára feledésbe merült ártéri gazdálkodás jobban harmonizált a természettel, mint a mai gazdálkodási módok, így jó volna ismét áttérni erre az extenzív gazdálkodási formára, melynek hagyományait a Bokartisz Kht próbálja életben tartani és terjeszteni. A gyümölcstermesztés fortélyait, ültetés, metszés, gondozás módjait a lelkészek, mint Szappanos László és a tanítók is oktatták a lakosságnak.
- Gyümölcsfák 1895-ben:

| Gyümölcsfa   | Tőszám |
| ------------ | ------ |
| almafa       | 1251   |
| körtefa      | 645    |
| cseresznyefa | 91     |
| meggyfa      | 976    |
| őszibarackfa | 314    |
| kajszifa     | 144    |
| szilvafa     | 1858   |
| diófa        | 234    |
| mandulafa    | 6      |
| gesztenyefa  | 3      |
| eperfa       | 2449   |

A környezeti körülmények kiválóan megfeleltek a méhtartás feltételeinek is. 1895-ben még 140 méhcsaládot jegyeztek fel.
Az állattartást illetően egészen az úrbérrendezésig a klasszikus közös legelő módszere volt a jellemző, ahova kihajtották a falu jószágát. De minden jószágnak megvolt a saját legelője, és aki több állatot terelt a legelőre a megengedettnél, annak fizetnie kellett érte.
A makkoltatásról is vannak feljegyzések.
A 19. században főként magyar fajtája volt a falunak. Két bikát tartott a falu, és aki elhajtotta hozzájuk teheneit, annak 5 forint „bikaalappénzt” kellett fizetnie tehenenként. A bikák trágyáját árverésen adták el. A teheneket csordás terelte reggel a legelőre és este haza. A csordást mindig 1 évre fogadták meg, és minden állat után egy véka búzát, egy kenyeret és 4 krajcár bocskorpénzt kapott.
1895-ös összeíráskor 12 bikaborjút, 308 üszőt és tehenet, 29 tinót és ökröt tartottak, melyek közül 255 magyar fajta és 55 pirostarka (magyar tarka szarvasmarha) volt.
Igavonásra lovakat használtak. Még Szlavóniába is eljártak résznyomtatás fejében. 1895-ben 85 mént, 235 kancát és 191 herélt lovat tartottak. A lovakra csikós és bojtár vigyázott a legelőn.
A sertéstartás mindig is jelentős volt. Még a legszegényebb embernek is volt legalább 2-3 göbéje, de egyeseknek 100 darabja is volt. Főleg mangalicát tartottak, de volt még szervián is. A sertéseket kondás vigyázta.
19. században még főleg kalászosokat termesztettek. Eszközök kezdetlegesek voltak, pl. faeke, aratás sarlóval, majd kévekötés. A szemnyerés nyomtatással történet. Amikor enyhe szellő fújt, a magokat „szelelték”.
Az első cséplőgép a 19. század utolsó évtizedében jelent meg.
Igazi változás a 20. században, 1970 után jött, amikor Eszék város felvevő piaca hirtelen akkorára nőtt, hogy többen is áttértek a konyhakerti növények termesztésére és virágnevelésre.
Ma a növénytermesztéstől és állattenyésztéstől elrugaszkodva a lakosság nagy része eszéki munkahelyekre ingázik.
Ma a 21. században óriási mennyiségben termesztenek a várdaróciak nemcsak első osztályú fűszerpaprikát, hanem egyes termőhelyen még az „ínyenc” kategóriát is eléri, ami most a legkelendőbb árucikk a piacon.

## Vallás
1212-ben Daróc még baranyai várbirok volt templom nélkül. Ebben az időben a lakosság valószínűleg Bellye templomát látogatta.
16. század derekán a török feldúlta a falut, így a lakosoknak továbbra sem volt erejük saját templomot építeni.
Nagy hatással volt a hajdani mezőváros Laskó közelsége, ahol Sztárai Mihály hirdette tanait.
Feltételezhetően a gyülekezetnek volt egy kis imaháza, de a templom építésének kezdeményezése mégis csak a 17. századra tehető és Gyimóti István prédikátor nevéhez fűződik. 1700-as esztendőben 2 harangot is öntettek tornyába. Isten dicsőségére emelt hajlékot 1818-ban fejezték be, de a gyülekezet buzgósága nem feledkezett meg a karbantartásokról sem: Már 1819-ben az addigi nádfedeles tetőt frissen lecserepeztették.
1860-as években a gyarapodó közösség szükségessé tette a templom kibővítését.
Értékes az isteni jelképek: a nap és a csillag emlegetése, mert a Drávaszögben csak Várdarócon szerepelnek együtt.
20. században, 1957. június 23-án hatalmas erejű szélvihar ledöntötte a kecses toronysisakot, amit csak 1960-ban sikerült szerényebb kivitelezésben újraépíteni.
| Év   | Református | Katolikus | Görögkatolikus | Evangélikus | Zsidó |
| ---- | ---------- | --------- | -------------- | ----------- | ----- |
| 1820 | 987        | 13        | 8              | 1           | 0     |
| 1828 | 790        | 19        | 6              | 0           | 0     |
| 1840 | 841        | 18        | 15             | 0           | 0     |
| 1850 | 932        | 29        | 0              | 0           | 0     |
| 1860 | 750        | 40        | 1              | 0           | 6     |
| 1867 | 760        | 51        | 2              | 0           | 7     |
| 1878 | 862        | 38        | 5              | 4           | 19    |
| 1887 | 835        | 44        | 0              | 0           | 6     |
| 1898 | 801        | 98        | 9              | 8           | 7     |
| 1900 | 801        | 81        | 10             | 1           | 7     |
| 1908 | 801        | 81        | 10             | 1           | 6     |

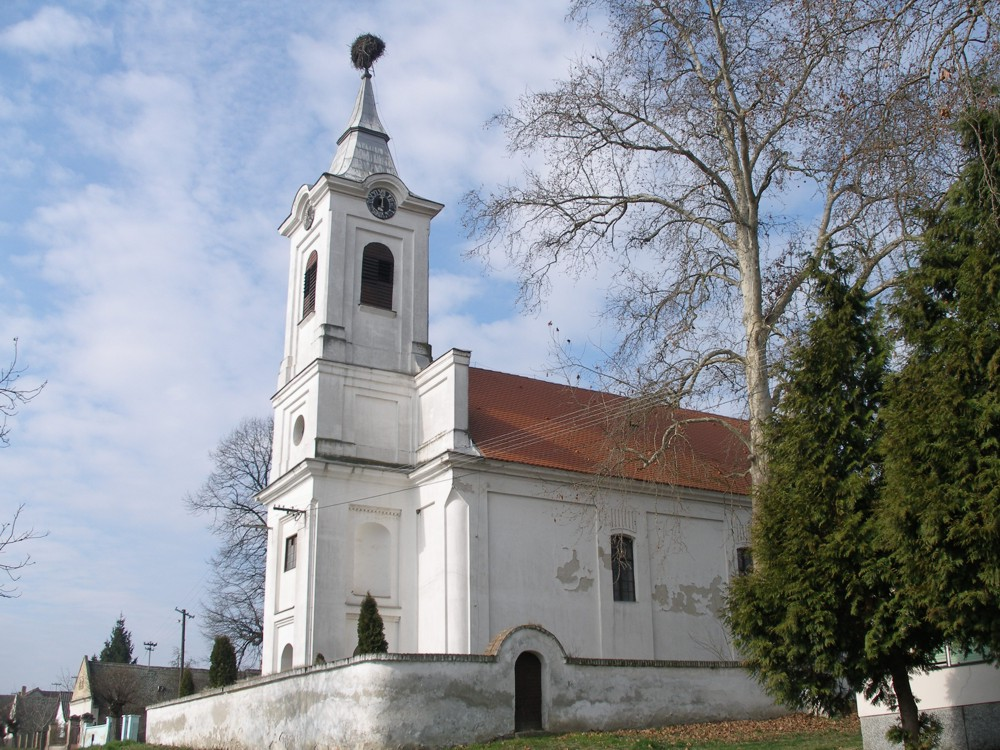
Várdaróc, református templom

Egy régi 56 fontos harang (GOSS MICH JOHANN KHOLL IN PEST 1791) használat közben megrepedt. Helyette 1817-ben már másik haranggal harangoztak, melynek feliratai: SALESIUS FELTHL MAT MICH GEGOSSEN IN GRATZ 1782 és EZ A HARANG A DARÓTZI REF SZ EKKLÉSIÁÉ KÉSZÜLT 1782BEN.
Mellé 1820-ban egy másik harangot öntöttek Pesten, felirata: FUDIT HENRICUS EBERHARD PESTHINII 1820 ÖNTÖTTE EBENHARD HENRIK PESTEN 1820 A DARÓZCI REF SZ EKKLÉZSIA A NAGY ISTENNEK DICSŐSÉGÉRE KÉSZÍTETTE 1820BAN FŐTISZTELENDŐ BÁTHORI GÁBOR ÚR SUPERINTENDESÉGÉBEN TISZTELENDÖ ECSEDI JÓZSEF PREDICÁTORSÁGÁBAN. Ugyanebben a műhelyben egy harmadik harang is elkészült Szappanos László lelkész és Bálint Sámuel gondviselő idejében, 1838-ban. 1937-ben ugyan ismét két új harangot szenteltek, de mára mégis csak kettő szóró harang maradt fenn.
1868 termékeny esztendő volt, a hívek örömére toronyórát szereltettek be és 1000 forintért az apatini Pump fivérekkel díszes orgonát is készítettek.
A daróci egyház 19. századi pecsétnyomóján két keresztbe tett kulcs felett gyertyaszál ég, s koszorú veszi körül, körirata: A DARÓCZI REF EKKLA PECSÉTJE 1830.
A lelkészek nevét a 18. századtól jegyezték fel.
Maga a református gyülekezet 1981-ben 416 lélekből állt. A háború kirobbanása következtében 1993-ban ez a szám 290-re apadt. 2007-ben ismét nőtt a gyülekezet 401 főre.
2018-ban fölújították a templom tornyát.

## Építészet
Az ártér közelsége miatt egykor a házak alapját a tölgyfa képezte. Erre vert földből készültek a falak, valamit vályogból. A házak tetejét sokáig náddal fedték. Máig fennmaradt egy-egy roskadozó nádfedeles ház.
Később a fokozódó jólét megmutatkozott az épületeken is: Megjelentek a sokszobás gazdahajlékok. Divatossá váltak a barokkos homlokzatok, a ház mellett végighúzódó oszlopos, boltíves tornácok, melyek még a 20. században is meghatározták a faluképet.
1898-ban már városba illő, magas falazású házak épültek, réz kilincsekkel. Szobákban szőnyegek, mosdószekrény, díványok, csipke függönyök stb., melyek addig nem voltak tipikusak. Az udvarok téglával burkoltak.
A második világháború után a falukép hátrányosan  megváltozott, mivel többnyire sátortetős kockaházakat építettek.
A 21. században ismét jelentős, a falu képét jelentősen befolyásoló építészet kezdődött. Megjelentek az „obnovás” házak, az állami támogatású típusházak, melyek az 1990-es háborús években megrongálódott házak helyére épültek.

## Hagyományok

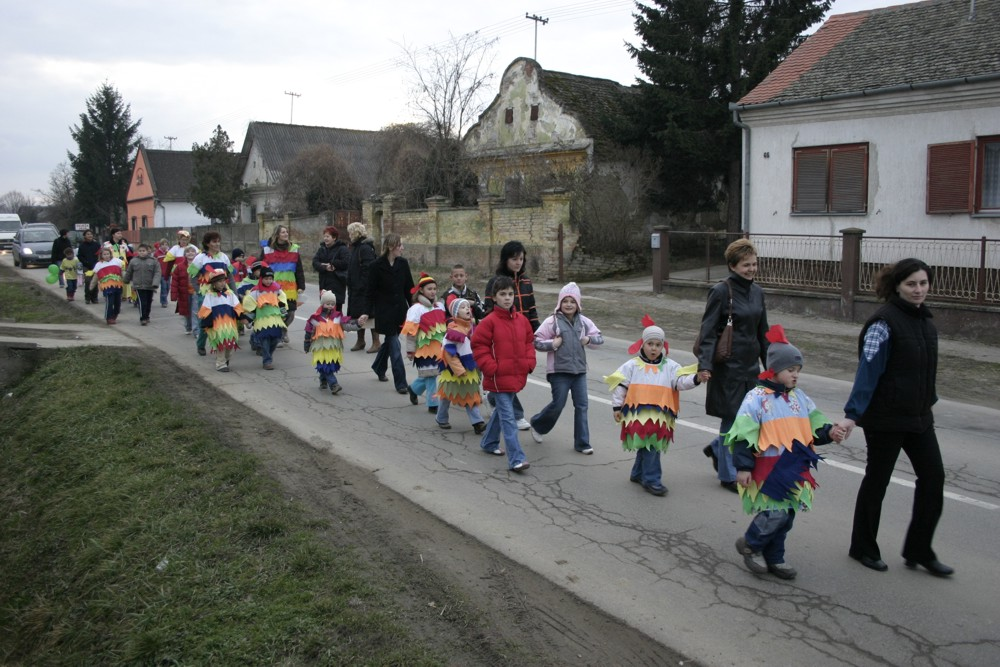
Óvodások felvonulása kakasoknak-tyúkoknak öltözve „kakasütés” napján, 2008.

- Farsangbúcsúztató kakasütés; hagyományosan minden évben húshagyókedden!
  - Egy régi várdaróci mondóka a farsang idejéből: "Kitty-kotty, galagonya kettő. Az én tököm is kettő. Ugy álljon a fejsze a fába. Mint az én pöcsöm a lányba." Lábadi 1988a: 304
  - A fiatalok ilyenkor kakasoknak öltözve végigvonulnak az utcán és a kinn álló asszonyokat, lányokat körbeugrálják, akik ezután tojással ajándékozzák meg őket. A hagyomány szerint ettől termékenyek lesznek a falu menyecskéi.
  - Az falu főterén régen még élő kakas fejét, ma már csak egy plüss kakasfejet kell eltalálniuk egy bottal az asszonyoknak, leányzóknak, mindezt bekötött szemmel. A győztes jutalomban részesül.
  - A kakasütési felvonulásban részt vesznek lovaskocsik is. Általában egyiken zenészek kapnak helyet, a másik kocsira pedig egy csónakot helyeznek el. A csónakba egy kályha kerül, melyben tűz ég. Ez így együtt az árvíztől való megmenekülést, a bő termést és a családi tűzhelyet szimbolizálja.
- Májusfaállítás;
  - Ahogyan oly sok más településen a régióban, itt is hagyományosan zajlik a májusfa állítása.
- Népi tánc- és hagyományos pálinkafőző fesztivál
- Aratóünnepség

## Testvértelepülések
- Birján, Magyarország